# Maria Ledóchowska (błogosławiona)
Maria Teresa Ledóchowska (ur. 29 kwietnia 1863 w Loosdorf, zm. 6 lipca 1922 w Rzymie) – polska misjonarka, założycielka oraz pierwsza kierowniczka generalna Zgromadzenia Sióstr Misjonarek św. Piotra Klawera (klawerianki , SSPC), dziewica i błogosławiona Kościoła rzymskokatolickiego.

## Życiorys
Była najstarszą z dziewięciorga dzieci Antoniego Augusta Ledóchowskiego (1823-1885), rotmistrza huzarów i szambelana cesarskiego i Józefiny z d. Salis-Zizers (1831-1909), wnuczką generała Ignacego Ledóchowskiego, siostrą św. Urszuli Ledóchowskiej, Ignacego Kazimierza Ledóchowskiego i Włodzimierza Ledóchowskiego oraz krewną Mieczysława Halki-Ledóchowskiego .
Urodziła się i wychowała się w Austrii, w 1883 przeniosła się wraz z rodziną do Galicji, gdzie jej ojciec kupił majątek w Lipnicy Murowanej. W latach 1885–1889 była damą dworu toskańskiego w Salzburgu, który opuściła. W 1888 prymas Afryki, kardynał Karol Lavigerie (1825-1892) ogłosił krucjatę przeciw niewolnictwu w Afryce apelując o zaangażowanie się w nią m.in. do kobiet katoliczek. Pod jego wpływem Maria napisała dramat misyjny pt. "Zaida murzynka", a także wstąpiła do Stowarzyszenia Antyniewolniczego. W 1892 spotkała się z kardynałem i z czasem całkowicie poświęciła się służbie misjom afrykańskim oraz sprawie walki z niewolnictwem Murzynów .

## Działalność misyjna
Działalność bł. Marii Teresy Ledóchowskiej polegała przede wszystkim na niesieniu pomocy misjom, intensywnej pracy publicystycznej i odczytowej oraz budzeniu powołań misyjnych w krajach europejskich. Od 1889 zaczęła publikować  szereg artykułów w jednym z katolickich, wiedeńskich czasopism na temat misji afrykańskich oraz o ruchu antyniewolniczym. Później zajmowała się dodatkiem do tej gazety poświęconemu tej tematyce, a od 1890 w Salzburgu wydawała i redagowała pismo misyjne "Echo Afryki", które było wydawane w 9. językach. Pismo to doczekało się również edycji dla dzieci pod tytułem "Murzynek".
Zimą 1893 wraz z jezuitami napisała statuty Sodalicji św. Piotra Klawera dla Misji Afrykańskich, którą założyła w kwietniu 1894 roku uzyskując na prywatnej audiencji zgodę od papieża Leona XIII. Organizację przekształcono następnie w zgromadzenie Sióstr Misjonarek św. Piotra Klawera (patronem zgromadzenia jest hiszpański jezuita, misjonarz i apostoł niewolników z XVII wieku).
W 1899 wraz z panną d'Ernst uczestniczyła w kongresie antyniewolniczym w Paryżu. W 1900 zorganizowała w Wiedniu podobny kongres, na który zaprosiła wielu biskupów misyjnych oraz misjonarzy.
Zasługi bł. Marii Teresy Ledóchowskiej na polu misji i walki z niewolnictwem zjednały jej miano „Matki Afryki” (chociaż nigdy Afryki nie odwiedziła). 19 października 1975 r. Papież Paweł VI zaliczył ją w poczet błogosławionych, a na prośbę biskupów polskich ogłosił 20 stycznia 1976 roku patronką dzieła współpracy misyjnej w Polsce. Maria Teresa zmarła w Domu Generalnym swojego zgromadzenia, w obecności swoich duchowych córek. 10 lipca złożono jej ciało na głównym cmentarzu rzymskim przy bazylice św. Wawrzyńca. Od 1934 jej ciało znajduje się w domu generalnym Sodalicji.

## Kult
Maria Ledóchowska została beatyfikowana 19 października 1975 przez papieża Pawła VI.
Jej wspomnienie liturgiczne obchodzone jest w dzienną pamiątkę śmierci. W polskim Kościele katolickim ma rangę wspomnienia obowiązkowego.
W ikonografii bł. Maria Teresa przedstawiana jest w habicie Sodalicji św. Piotra Klawera, czasami z murzyńskimi dziećmi.